# Dentro ad ogni attimo
Dentro ad ogni attimo è un album del gruppo musicale italiano Dirotta su Cuba, pubblicato dall'etichetta discografica CGD East West e distribuito dalla Warner nel 2000.
Il disco è disponibile su musicassetta e compact disc.

## Tracce
1. Notti d'estate
2. Vieni che ti porto all'inferno
3. Dentro ad ogni attimo
4. Bang!
5. In riva al mare
6. Io sono quello che so
7. Dormi
8. Welcome
9. Interminabile
10. Molto di più
11. Stiamo fuori
12. Piove
13. In riva al mare (Unplugged)